# Soera De Hulp
Soera De Hulp is een soera van de Koran.
De soera is vernoemd naar de hulpe Gods in de eerste aya. Deze soera is neergedaald tijdens de afscheidsbedevaart in Mina en wordt tot de Medinaanse soera's gerekend. Het is de laatste soera die geopenbaard werd.